# Graanklander
De graanklander (Sitophilus granarius) is een kever die behoort tot de snuitkevers (Curculionoidea). Een andere naam is graankalander, en de larve wordt wel korenworm genoemd.

## Beschrijving
De soort wordt 3 tot 5 millimeter lang en is bruin van kleur, het achterlijf is in de lengte gegroefd en heeft vier lichte vlekken. Het borststuk is bijna net zo groot als het achterlijf en ook heeft de kever de voor snuitkevers karakteristieke, slurf-achtige maar verharde snuitpunt.

## Algemeen
Er zijn wel meer soorten klanders, zoals de rijstklander (Sitophilus oryzae)
en de maisklander (Sitophilus zeamais), die allemaal leven van de zaden van de plant. Allemaal leven ze van graan- of zetmeelhoudend voedsel, van graankorrels tot koekjes. De graanklander heeft overigens voor de bestrijding het voordeel dat de soort niet kan vliegen, in tegenstelling tot de meeste soorten die zich sneller kunnen verspreiden. Omdat een aantal van de lievelingsgewassen op wereldwijde schaal wordt geteeld door de mens, zijn enkele soorten berucht om hun schadelijkheid.
De graanklander komt net als enkele andere klanders wereldwijd voor, en is al zo lang bekend in Nederland en België vanwege de graanhandel dat de soort min of meer als inheems wordt beschouwd. De kevers kunnen indien ze al te massaal voorkomen graanvoorraden bederven door deze te bevuilen en deels op te eten. Bestrijding zoals met pesticiden is geen optie, dus het weggooien van besmette voorraden en goede hygiëne-maatregelen toepassen is de handigste manier om van een besmetting af te komen. Alle levensstadia van de kever kunnen overigens wel door diepvriezen en door verhitting worden beëindigd.

## Voortplanting
De vrouwtjes produceren per etmaal maar twee of drie eitjes, maar leven enkele weken waardoor het totale aantal meer dan honderd kan bedragen. Na een gaatje in een graan- rijst- of maiskorrel te hebben geprikt wordt er een enkel ei in afgezet. Daarna wordt het gaatje weer dichtgemaakt met een door de kever geproduceerde 'stopverf'. De larve eet zijn korrel van binnenuit op en verpopt na enkele weken in de korrel. Daarna boort de kever zich naar buiten. Er zijn ongeveer drie generaties per jaar.